# Clarence Robert Hanes
Clarence Robert Hanes ( 1876 - 1956 ) fue un botánico estadounidense En 1898 obtuvo su M.Sc. en la Universidad de Míchigan

## Algunas publicaciones

### Libros
- 1947. Flora of Kalamazoo county, Michigan: vascular plants. Ed. Anthoensen press. 295 pp.

- 1946. Some Observations on Two Ecological Races of Allium Tricoccum in Kalamazoo County, Michigan. Con Marion Ownbey

- 1942. The Atlantic Coastal Plain Element in the Flora of Kalamazoo County, Michigan

- La abreviatura «Hanes» se emplea para indicar a Clarence Robert Hanes como autoridad en la descripción y clasificación científica de los vegetales.[3]